# Église Sainte-Thérèse-de-l'Enfant-Jésus de Mégrine-Coteaux
L'église Sainte-Thérèse-de-l'Enfant-Jésus de Mégrine-Coteaux, située dans la ville de Mégrine en Tunisie, est une église catholique construite à l'époque du protectorat français. Cédée au gouvernement tunisien en 1964, elle abrite désormais un centre culturel.

## Historique de l'église
L'expansion de la banlieue sud de Tunis est à l'origine de la création de Mégrine-ville. L'arrivée continue d'ouvriers attirés par des habitations à bon marché dans le quartier bâti autour de la cité Lescure, appelé alors Mégrine-ouvrier, rappelle la nécessité de leur assurer un soutien spirituel. La paroisse est créée en 1931.

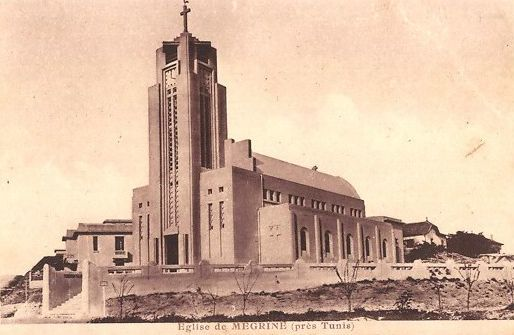
Vue de l'église dans les années 1950.

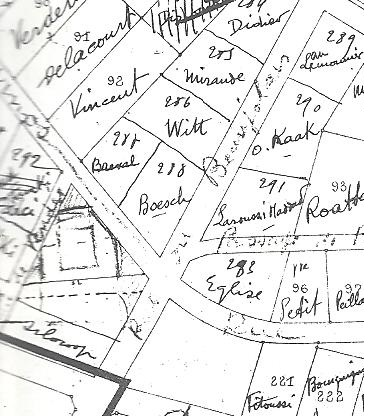
Détail du plan de Mégrine avec l'emplacement de l'église.

Le premier lieu de culte est une petite buvette délabrée, transformée en chapelle et rapidement trop petite face à l'augmentation de la population chrétienne qui se monte bientôt à 3 000 personnes. Lors d'un voyage à Rome en 1934, l'archevêque de Carthage, Monseigneur Alexis Lemaître, sollicite la venue de religieux auprès du supérieur général des Assomptionnistes. Il s'agit d'animer la nouvelle paroisse de Mégrine et d'y construire une église.
La demande est acceptée et les pères Eusèbe Lavigne et Joseph-Toussaint Giraudo dit « Tite » débarquent à Tunis en novembre 1934. Pour des raisons administratives, ils doivent d'abord s'installer dans la paroisse de Tunis-Bellevue, dépourvue de prêtre depuis le départ de son titulaire, tout en s'occupant de l'administration de la paroisse de Mégrine et de la construction de son lieu de culte.
La première pierre est posée le 23 février 1936. Le chantier est achevé la même année et l'édifice est béni par l'archevêque de Carthage, Monseigneur Lemaître. L'église est placée sous la protection de sainte Thérèse de l'Enfant Jésus.
À partir de cette date, l'église reste administrée par les pères assomptionnistes. Le père Tite est responsable de la paroisse de 1947 à 1954 et le père Jean-Augustin Gabel lui succède jusqu'en 1964.
Une deuxième paroisse appelée Mégrine-Lescure est créée autour de la cité du même nom. Comme celle de Mégrine-ville devenue Mégrine-Coteaux, elle est administrée par des pêres assomptionnistes. Les deux paroisses fusionnent en 1948.

## Bâtiment après l'indépendance
La quasi-totalité de la population chrétienne de Mégrine quitte la Tunisie après l'indépendance en 1956. Les événements qui se succèdent dans les années qui suivent, notamment la crise de Bizerte en 1961 puis la nationalisation des propriétés européennes le 12 mai 1964, provoquent le départ de ceux qui étaient restés.
L'église est finalement fermée à l'occasion du modus vivendi signé entre le gouvernement tunisien et le Vatican le 10 juillet 1964. Le bâtiment est cédé gratuitement avec l'assurance qu'il ne sera utilisé qu'à des fins d'intérêt public compatibles avec son ancienne destination.
Après être resté à l'abandon pendant de nombreuses années, le bâtiment est réaménagé en centre culturel dans les années 1990. Une bibliothèque y est installée ainsi qu'une salle de cinéma et des salles de réunion. Des spectacles y sont également présentés.

## Architecture
L'architecte en est Joseph-Auguste Coppola, qui dessine un édifice de style Art déco de trente mètres de long sur vingt mètres de large. L'église compte trois nefs et un clocher en forme de tour, culminant à 28 mètres et orné d'une horloge mécanique.
Lors des travaux d'aménagement du Centre culturel de Mégrine, plusieurs éléments caractéristiques de la façade, notamment les ouvertures en forme de cercles accolés et l'horloge, sont supprimés.